# Народна скупштина Србије 1874—1875.
Редовни сазив Народне скупштине је био одржан у Београду у периоду 8. новембар 1874 — 13. март 1875.

## Народна скупштина у Београду 1874 — 1875
Кнез Милан приликом преузимања власти затекао је Скупштину која је, y великој већини, била либерална, и тек по изузетку y њој је био и по неки консервативац. Прву своју владу Кнез је поверио Јовану Ристићу који се и као намесник кнежевског достојанства и доцније ослањао на либерале, али је нешто доцније ту владу заменио консервативним министарством Јована Мариновића, што y либерално расположеној Скупштини није било добро виђено. Уз све то, рад са Скупштином настављен је са неизбежним трзавицама, као што је на пример била она са оптужбом бив. министра војног Јована Бели-Марковића. Прошавши кроз разне фазе, Мариновићево министарство водило је и нове изборе, a како је Скупштина радила све три године y три редовна и једном ванредном сазиву, расписани су нови избори за 24. октобар 1874. године, за законодавну Народну скупштину, за 1874, 1875. и 1876. годину.
Избори су извршени y заказани дан. Иако их је водила консервативна влада, већину на изборима добили су поново либерали. Консервативци су такође y новој скупштини били заступљени са приличним бројем својих угледних људи, па се може рећи да је ова Скупштина, по значају људи који су били изабрани, била свакако најјача од свих дотадашњих редовних Скупштина.
У први редован сазив ова Скупштина састала се 8. новембра 1874, y Београду. Било је изабрано 97 народних посланика, a Кнез је својим указом наименовао још 33 посланика. После верификације посланичких мандата од шест предложених лица Кнез је за председника Скупштине поставио Ђорђа Топузовића, a за потпредседника Јеврема Грујића, док је Скупштина за секретаре изабрала Милана Кујунџића, Уроша Кнежевића, Милана Ђ. Милићевића и Адама Богосављевића.
10. новембра Скупштина је отворена Беседом коју је прочитао Кнез Милан. У Беседи се поставља питање да ли би нужно било мењати Устав. После тога настала је дуготрајна дискусија о Адреси, којом приликом су се y Скупштини јасно оцртале две струје, либерална и консервативна, тако да је председник министарства Мариновић морао да поднесе оставку. Обавештавајући о томе писмено Скупштину Мариновић каже: „.. . Министарство не налази одзива код вас. Већина од 3 гласа која се за назоре министарства показала, тако је слаба већина, да Министарство не може ни тренутка наде имати.... Но сад је било и прошло! Ја сматрам за своју дужност да Bac известим, да је услед јучерашњег гласања министарство поднело оставку светлом Књазу..." Влада Јована Мариновића прва је влада која је, y нашој парламентарној историји, пала пред једном Скупштином, иако то по одредбама Устава није морала да учини.
Три дана доцније образовано је ново министарство које је Кнез поверио Адаму Чумићу. 26 новембра то министарство појавило се пред Скупштином, са изјавом да Кнез намерава да Скупштину одложи до 14. јануара 1875. Скупштина је после тога била одложена до означенога рока, али је ипак стигла да једном кратком Адресом одговори на Кнежеву Беседу.
14. јануара 1875. Скупштина је наставила рад. Почело се са интерпелацијама на владу да ли је припремила потребни материјал за рад Скупштине. То је дало повода председнику министарства Чумићу да постави питање поверења влади, и то одмах и без дебате. Поверење влади било је изгласано, али је влада Чумићева која је, према Чумићевој изјави y Скупштини, постављала питање да ли y Скупштини не налази према себи „гомилу непријатеља" морала да демисионира. Седнице скупштинске поново су одложене за неколико дана. 22. јануара била је образована нова влада под председништвом Данила Стефановића, и она се представила Скупштини. Скупштинска већина примила је и ову владу са неповерењем, a као израз тога неповерења дошле су безбројне интерпелације, њих преко тридесет на броју. Велику забуну направио је и један предлог одбора за молбе и жалбе, који је ишао директно за тим да се осуди влада Чумићева. Напослетку 13. марта 1875. Скупштина је распуштена Кнежевим указом с тим, да се кроз четири месеца изврше нови избори.

### Законодавни рад
Законодавни рад ове Скупштине био је овај:
Закон о заложницама Управе фондова; * закона о окружним штедионицама; * закона о устројству Министарства војног (лекарска струка и болнички персонал); закон о збориштима и вежбалиштима народне војске; * закона о устројству војске (двогодишњи војни рок); ** закона о устројству војске (регрутовање стајаће војске); закон о војним набавкама и лицитацијама; закон о приправницима професорским на Великој школи; закон о збору учитеља народних школа и о њином накнадном учењу; закон о посмртној плати учитељима и наставницима средњих школа; закон о регулисању периодичне плате професора велике и средњих школа;
Како је y Кнежевој беседи било поменуто питање измене Устава, Скупштина се и њиме бавила. Поднесена су била два предлога: један консервативни, Гарашанинов, и други, либерални, Аксентија Ковачевића и другова. Оба предлога прочитана су y Скупштини, али по њима даље ништа није предузимано.